# 皮雅斯特西里西亞系
皮雅斯特西里西亞系（波蘭語：Piastowie śląscy）是皮雅斯特王朝的一個分支，始祖是瓦迪斯瓦夫二世。

根據波列斯瓦夫三世的遺囑，長子瓦迪斯瓦夫獲得西里西亞公國與長子領地，其他三個弟弟分別獲得馬佐夫舍、大波蘭與桑多梅日。隨著西里西亞公國的分裂，瓦迪斯瓦夫的後代分出許多分支，其中布熱格分支延續至1675年傑日·威廉去世，為皮雅斯特王朝存活時間最長的分支。